# Lampides raiatus
Lampides raiatus är en fjärilsart som beskrevs av Hans Fruhstorfer 1921. Lampides raiatus ingår i släktet Lampides och familjen juvelvingar. Inga underarter finns listade i Catalogue of Life.